# Vasil Etropolski
Vassil Etropolski, né le 18 mars 1959 à Sofia, est un escrimeur bulgare pratiquant le sabre.

## Carrière
Lui et son frère jumeau Hristo sont des étudiants du maître d'armes Nikolai Svechnikov. En 1983 Vassil a gagné le championnat mondial, la Coupe du Monde et le tournoi des Maîtres.
Sur le cours de sa carrière il a gagné la Coupe du Monde encore deux fois - en 1985 et 1986.